# Nagu ungdomsförening
Nagu ungdomsförening r.f. (Nagu UF, Nuffen) är en ungdomsförening som är verksam i Nagu. Föreningen grundades år 1904 och äger Framnäs föreningshus, som används aktivt i verksamheten. Nagu UF är medlem i Åbolands ungdomsförbund och Finlands svenska ungdomsförbund.

## Verksamhet
Föreningens ändamål är att erbjuda mångsidig verksamhet och avkoppling för de unga i Nagu, bland annat i form av evenemang, diskussioner, och skapande aktivitet, samt allmänt medverka i samhällsdebatten. Föreningen samarbetar med andra på orten verksamma föreningar och organ med liknande målsättning.
Under årens lopp har Nagu UF ordnat ett stort antal olika slags evenemang, t.ex.: 
- musikevenemang som Nagu Rock 16.6.2012;
- teaterföreställningar, både som egna uppsättningar, t.ex. Grejorna i februari 2009, och inbjudna gästspel, t.ex. De fattigas rikedom, som uppfördes av Kronoby hembygdsförening sommaren 2011 på Själö.[3] Gästpelet arrangerades i samarbete med Multiculti r.f. och Pro Nagu r.f.[4];
- Lådbilsrally fr.o.m. år 2016, med start på Kyrkstigen och ändpunkt vid Framnäs [5].

## Historia
En ungdomsförening grundades i Nagu redan 1897, men eftersom de centrala personerna i föreningen också var med i det nystartade Nagu Segelsällskapet så tynade föreningen bort efter några år, och den nuvarande Nagu UF grundades sedan år 1904. 